# Xian de Hongdong
Le xian de Hongdong (洪洞县 ; pinyin : Hóngdòng Xiàn) est une subdivision de la province du Shanxi en Chine. Il est placé sous la juridiction administrative de la ville-préfecture de Linfen.

## Démographie
La population du district est de 687 395 habitants en 1999.